# Michael Gerard Bauer
Michael Gerard Bauer (* 10. August 1955 in Brisbane) ist ein australischer Schriftsteller.

## Leben
Bauer besuchte das Marist College in Ashgrove und studierte anschließend an der Universität Queensland.
Im Jahr 2000 reduzierte er die Stunden seiner vollen Planstelle als Lehrer für Englisch und Wirtschaft, um seinen Traum als Schriftsteller zu verwirklichen. Dennoch dauerte es vier Jahre bis zur Veröffentlichung seines ersten Jugendromans The Running Man (dt. Running Man). Dieser wurde mit zahlreichen Preisen ausgezeichnet, unter anderem als „Book of the year“ des Children’s Book Council of Australia. Sein nächstes Buch Nennt mich nicht Ismael! wurde ebenfalls ein internationaler Bestseller, sodass er 2007 eine Fortsetzung unter dem Titel Ismael und der Auftritt der Seekühe schrieb und  seine Ismael-Reihe 2011  schließlich mit Ismael – Bereit sein ist alles vollendete. Diese und weitere Titel von ihm wurden bislang (Stand: 2018) in 42 Ländern verkauft und in 12 Sprachen übersetzt.
Michael Gerard Bauer ist verheiratet und hat einen Sohn. Er lebt inzwischen als „Vollzeit“-Schriftsteller am Stadtrand von Brisbane.

## Auszeichnungen
- 2005: Children’s Book Council of Australia (CBCA) – Book of the Year for Older Readers für The Running Man
- 2005: Courier Mail People's Choice Award for Younger Readers für The Running Man
- 2005: Shortlist Victorian Premiers Awards für The Running Man
- 2007: Auf der Bestenliste Die besten 7 im September für Running Man
- 2007: JuBu Buch des Monats Dezember für Running Man
- 2007: nominiert für den Children’s Book of the Year Award 2007: Don't Call Me Ishmael!
- 2007: Children’s Peace Literature Award für Don't Call Me Ishmael!
- 2008: South Australian Festival Award for Children’s Literature für Don't Call Me Ishmael!
- 2008: Silberner Lufti in der 14. Preisrunde (11. Februar 2008) für The Running Man
- 2008: Katholischer Kinder- und Jugendbuchpreis für Running Man
- 2008: Nominiert für den Deutschen Jugendliteraturpreis: Running Man
- 2008: Auf der Bestenliste Die besten 7 im März: Nennt mich nicht Ismael!
- 2009: Auf der Bestenliste Die besten 7 im August: Ismael – Bereit sein ist alles
- 2021: Luchs des Monats (Februar) für Dinge, die so nicht bleiben können
- 2021: Kinder- und Jugendhörbuch des Jahres: Dinge, die so nicht bleiben können

## Bibliografie (Auswahl)
- The Running Man, 2004
  - dt. Running Man, übersetzt von Birgitt Kollmann, Nagel & Kimche Verlag, 2007, ISBN 978-3-312-00975-6
- Don't Call Me Ishmael!, 2006
  - dt. Nennt mich nicht Ismael!, übersetzt von Ute Mihr. Carl Hanser Verlag, München 2008, ISBN 978-3-446-23037-8
- Ishmael And The Return Of The Dugongs, 2007
  - dt. Ismael und der Auftritt der Seekühe, übersetzt von Ute Mihr. Carl Hanser Verlag, München 2009, ISBN 978-3-446-23374-4
- Ishmael And The Hoops Of Steel, 2011
  - dt. Ismael – Bereit sein ist alles, übersetzt von Ute Mihr. Hanser Verlag, 2012, ISBN 978-3-446-23915-9
- Dinsoaur Knights, 2009
  - dt. Der Kampf der Dino-Ritter, übersetzt von Ute Mihr, Carl Hanser Verlag, München 2010, ISBN 978-3-446-23583-0
- Just a dog, 2012
  - dt. Mein Hund Mister Matti, übersetzt von Ute Mihr, Carl Hanser Verlag, München 2012, ISBN 978-3-446-23886-2
- Eric Vale Epic Fail, 2012
  - dt. Rupert Rau, Super-GAU, übersetzt von Ute Mihr, dtv, München 2015, ISBN 978-3-423-64009-1
- Eric Vale Super Male (2013)
  - dt. Rupert Rau, Superheld, übersetzt von Ute Mihr, dtv, München 2016, ISBN 978-3-423-64018-3
- Eric Vale Off the Rails (2013)
  - dt. Rupert Rau – Alienalarm, übersetzt von Ute Mihr, dtv, München 2017, ISBN 978-3-423-64026-8
- The Pain, my mother, Sir Tiffy, Cyber Boy & Me, 2016
  - dt. Die Nervensäge, meine Mutter, Sir Tiffy, der Nerd & ich, übersetzt von Ute Mihr. Carl Hanser Verlag, München 2018. ISBN 978-3-446-25862-4
- The Things That Will Not Stand, 2018
  - dt. Dinge, die so nicht bleiben können, übersetzt von Ute Mihr. Carl Hanser Verlag, München 2021. ISBN 978-3-446-26801-2